# Au rendez-vous des amis
Au rendez-vous des amis est un tableau réalisé par le peintre allemand Max Ernst en décembre 1922. Cette huile sur toile est un portrait de groupe réunissant une quinzaine de contemporains animant le surréalisme naissant, parmi lesquels l'artiste lui-même, à quelques personnages historiques. Elle est conservée au musée Ludwig, à Cologne, depuis 1976.
Parmi les différents individus apparaissant dans la peinture, dix-sept sont numérotés et nommés dans les légendes. Ce sont, par ordre alphabétique, Louis Aragon, Jean Arp, Johannes Theodor Baargeld, André Breton, René Crevel, Giorgio De Chirico, Robert Desnos, Fiodor Dostoïevski, Gala Éluard, Paul Éluard, Max Ernst, Théodore Fraenkel, Max Morise, Jean Paulhan, Benjamin Péret, Raphaël, Philippe Soupault.